# Austin Allegro
L'Austin Allegro  est une voiture commercialisée de 1973 à 1982 par le groupe British Leyland sous la marque Austin.

## Histoire
En 1968. British Leyland se penche sur l'avenir de l'"ADO 16", la fameuse BMC 1100/1300. Harris Mann, chef du style du groupe BMC, a une idée précise de la forme qu’elle devrait avoir mais des contraintes techniques modifient son dessin initial. La direction lui ayant imposé l'installation d’un système de chauffage très encombrant dont le développement avait été trop onéreux pour ne pas l'utiliser, et d'un moteur culbuté équipé de l’énorme mono-arbre de l’Austin Maxi, aussi monté sur la Morris Marina, ont modifié la silhouette du projet initial. La ceinture de caisse a dû être relevée alourdissant la ligne du coffre … En quelques mois, le dessin de l'"ADO 67" (nom de code usine de la future "Allegro") était devenue visiblement très gauche. Pourtant, le 19 septembre 1969, la décision de la direction est arrêtée, et celle qui est devenue une caricature du projet original est validée, au grand désespoir de Mann.
La suite se déroule très vite, car le constructeur n'avait pas lancé de nouveau modèle depuis bien des années. Le bon développement du projet sera perturbé par quelques incidents de parcours, comme la mise au point de l’habitacle qui réclama pas moins de 30 maquettes pour être approuvé mi 1971, soit après deux ans d'étude. Au printemps 1972, George Turnbull propose un dessin de David Bache, une fantaisie bien britannique imaginée pour le projet (avorté) de la Rover P8, un volant carré ou presque — comme un  écran de télévision, ironise-t-on. Mais le responsable du style des intérieurs d'Austin Morris, trouve l’idée séduisante. Ce volant "Quartic", comme il est nommé en anglais, va beaucoup faire gloser la presse.
Limités dans le développement technique en raison des grosses difficultés financières du groupe, les ingénieurs n'ont pas d'autre choix que de puiser dans la banque de motorisations et de transmissions obsolètes maison. Par contre, l’ingénieur responsable des trains roulants, a fait valoir que la suspension Hydrolastic développée pour la Mini et la gamme 1100/1300 n’était vraiment plus adaptée à une carrosserie aussi imposante et lourde. Il imagine donc le système Hydragas, qui conserve le principe des quatre roues indépendantes, chacune disposant d’un ensemble ressort-amortisseur dans lequel de l’azote sous pression à 23 bar fait office de ressort. Cette suspension plus légère, plus petite, plus facile à produire et réglable a été retenue.
Ce sera la seule innovation autorisée pour le nouveau modèle avec le déplacement du radiateur face à la route et non plus sur l'aile gauche.
La voiture a rapidement eu une mauvaise réputation et, de même que la Morris Marina, est souvent considérée comme un des facteurs du déclin de la British Leyland.
De même que le modèle précédent, l'Allegro est également produite par Innocenti en Italie en 1974/75, sous le nom d’Innocenti Regent.

## Modèles

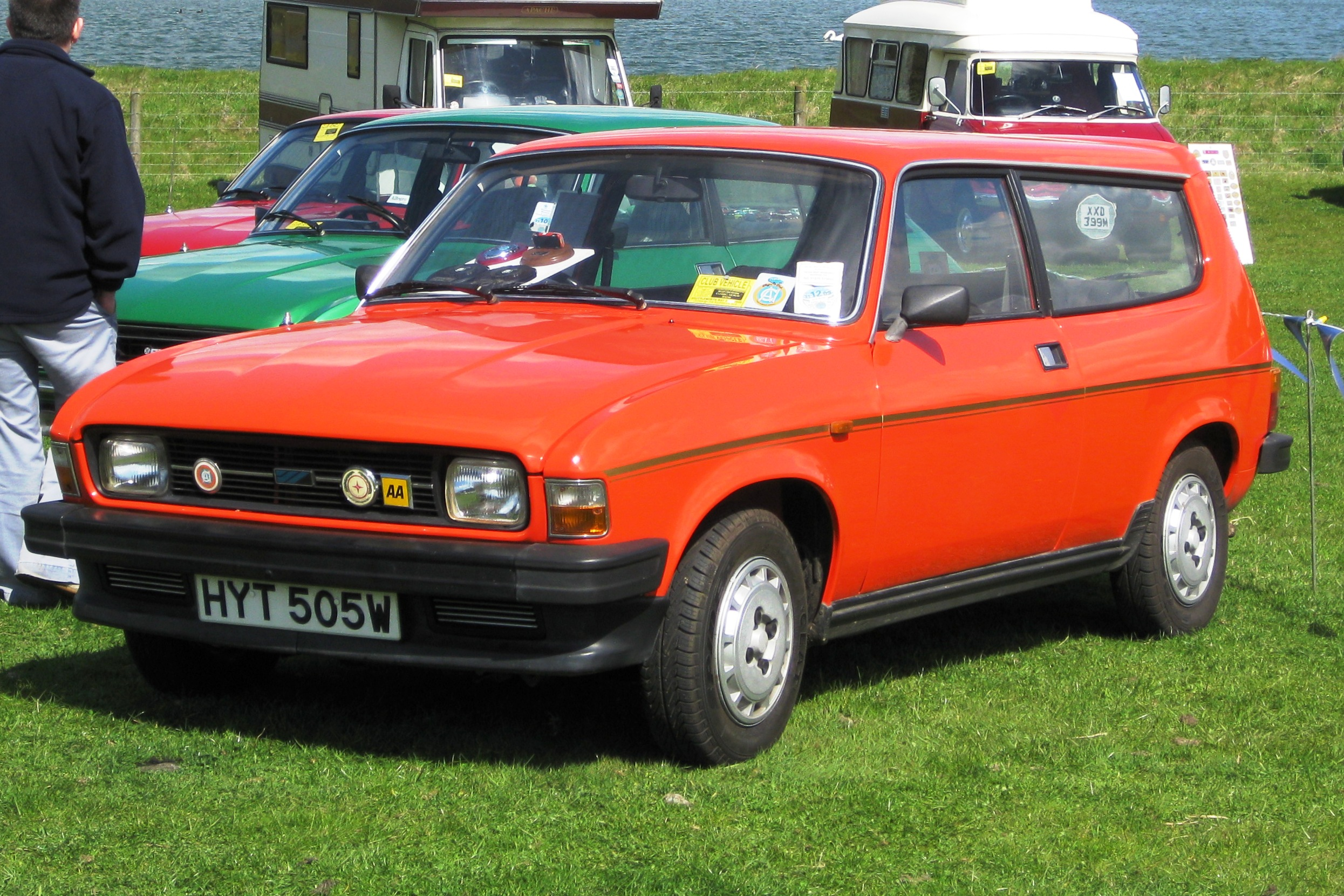
Austin Allegro estate
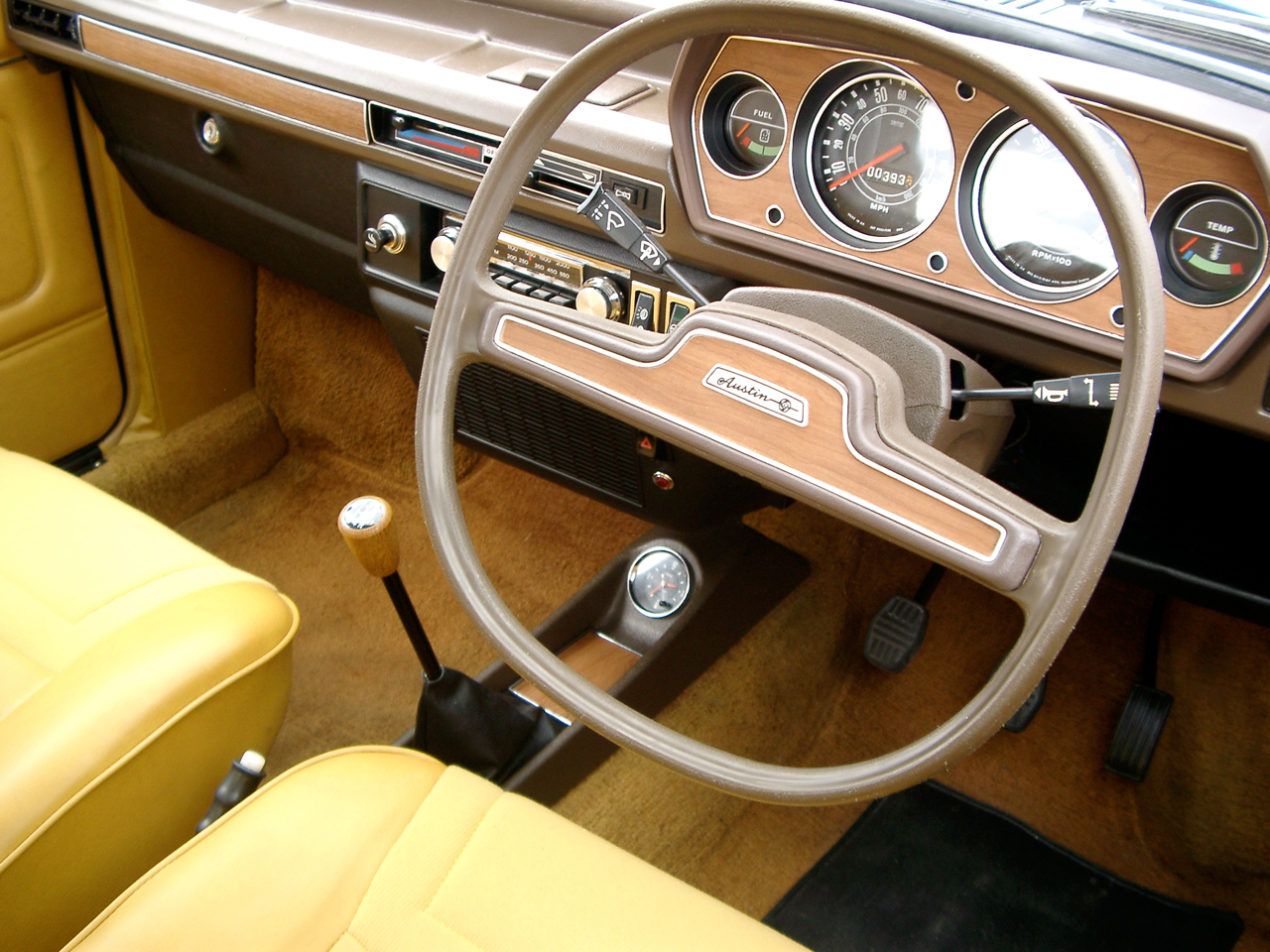
intérieur avec le volant quartique
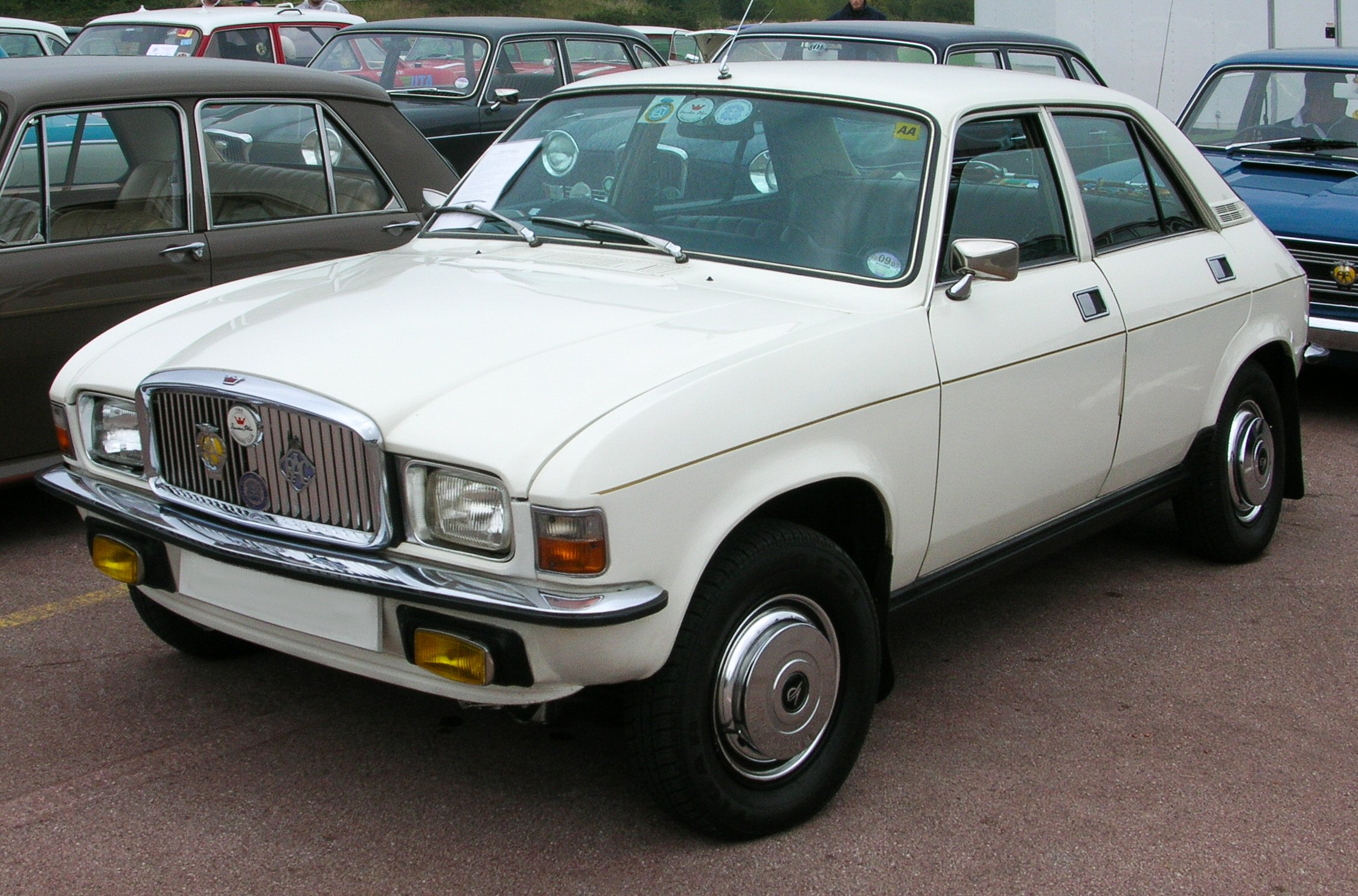
1977 Vanden Plas 1500
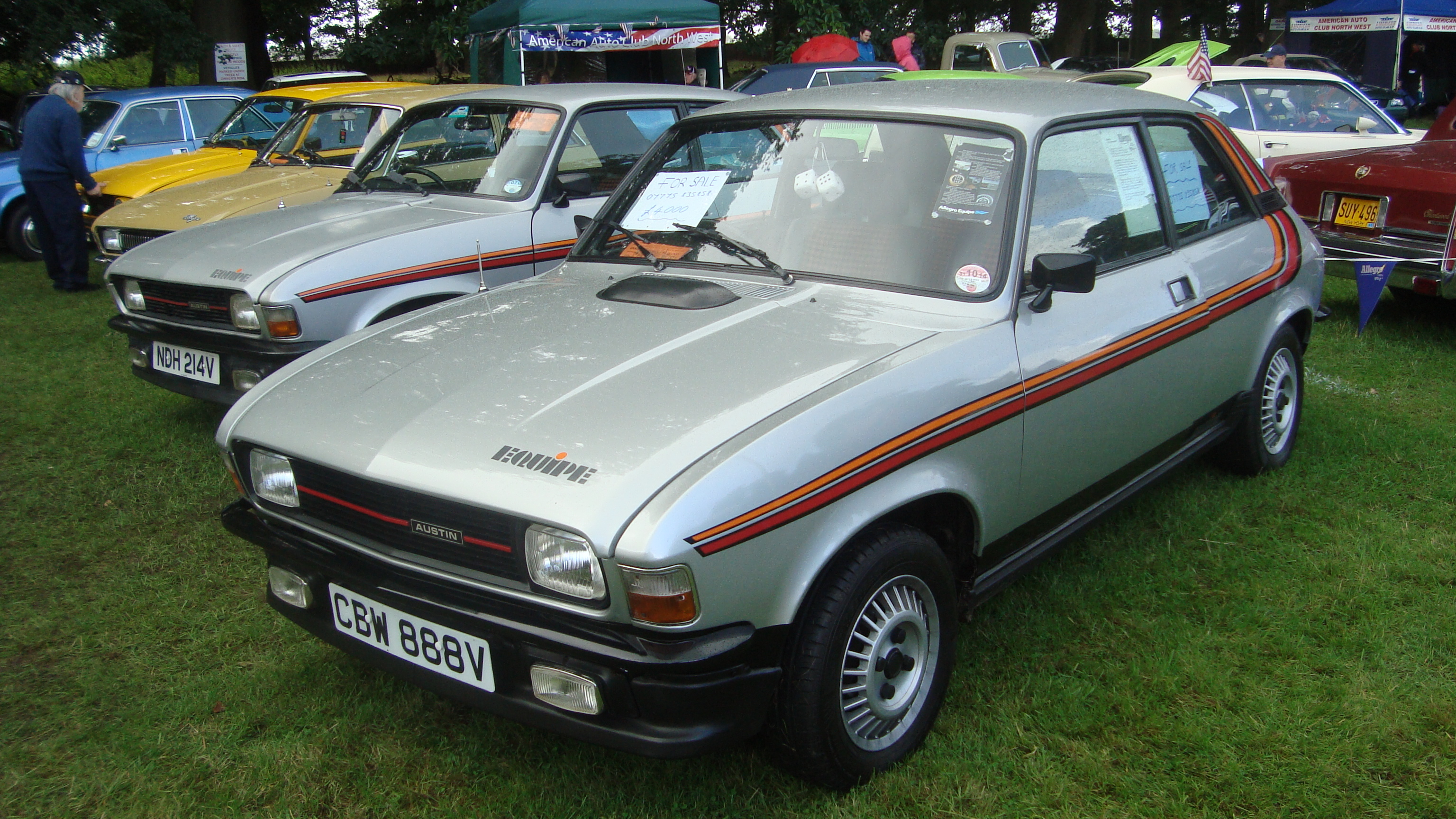
1980 Austin Allegro Equipe

## Générations

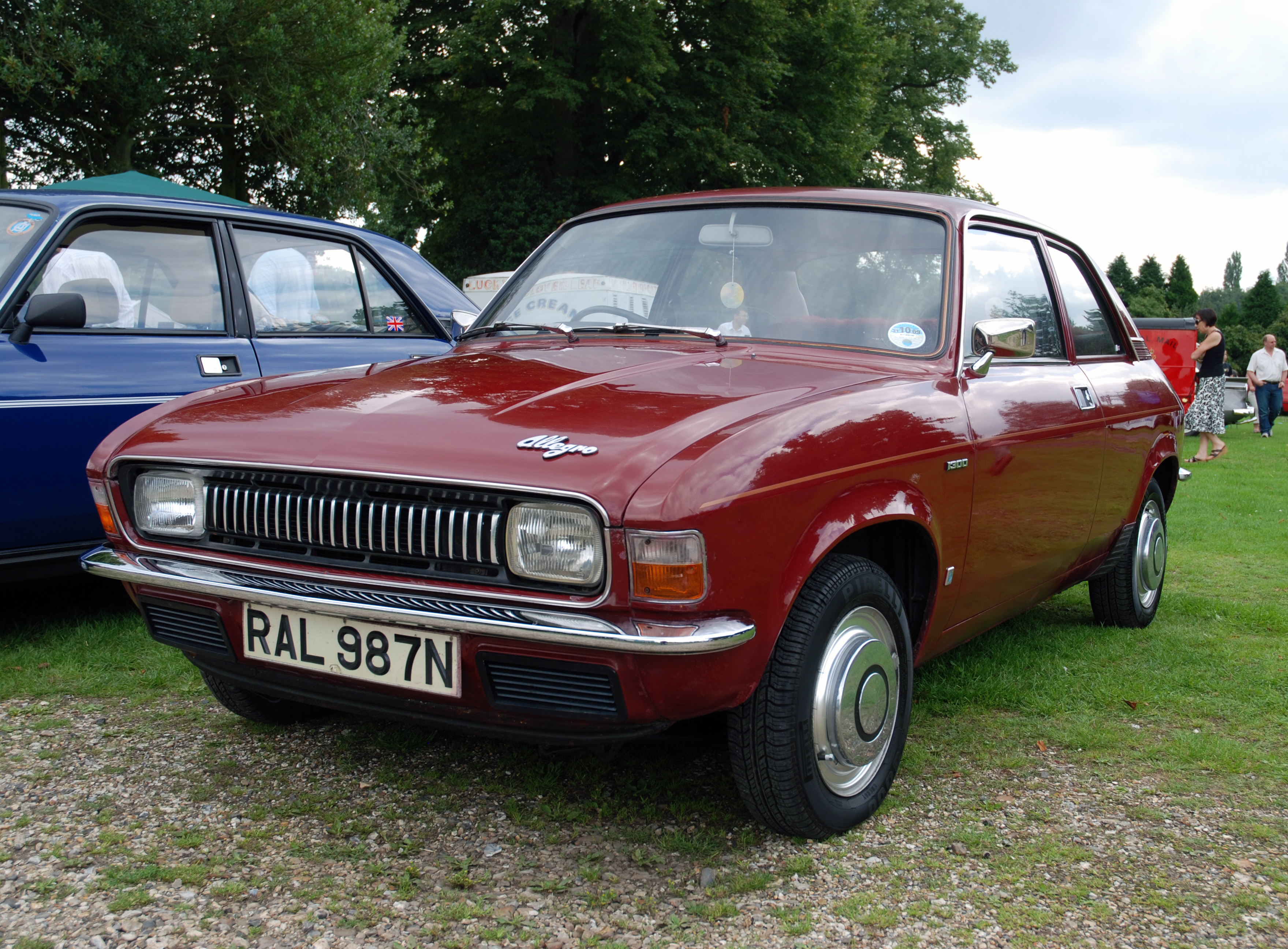
1974 Austin Allegro 1
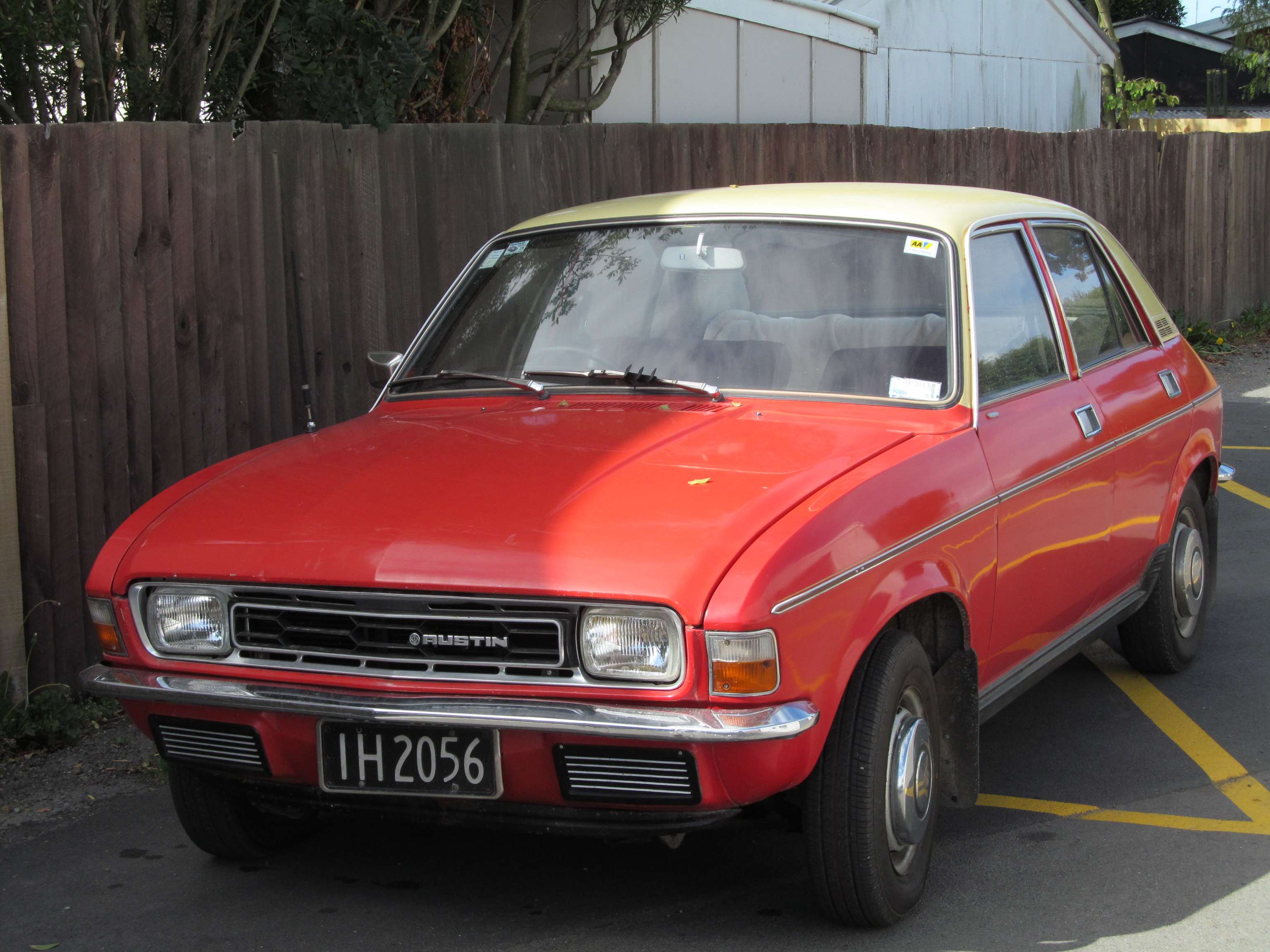
1977 Austin Allegro 2
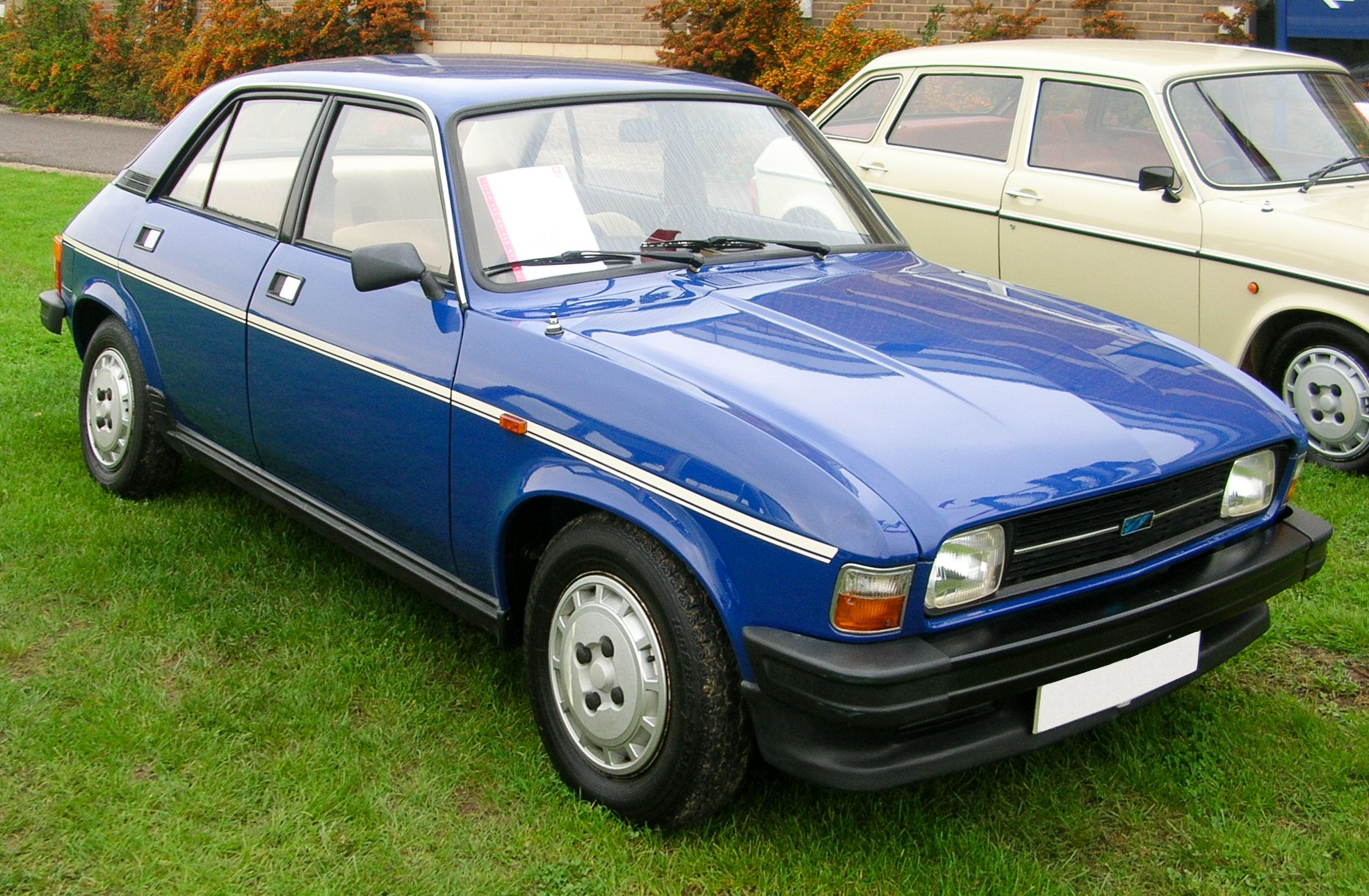
1982 Austin Allegro 3

- Cet article est partiellement ou en totalité issu de l'article intitulé « Innocenti Regent » (voir la liste des auteurs).